# شبکه غذایی خاک

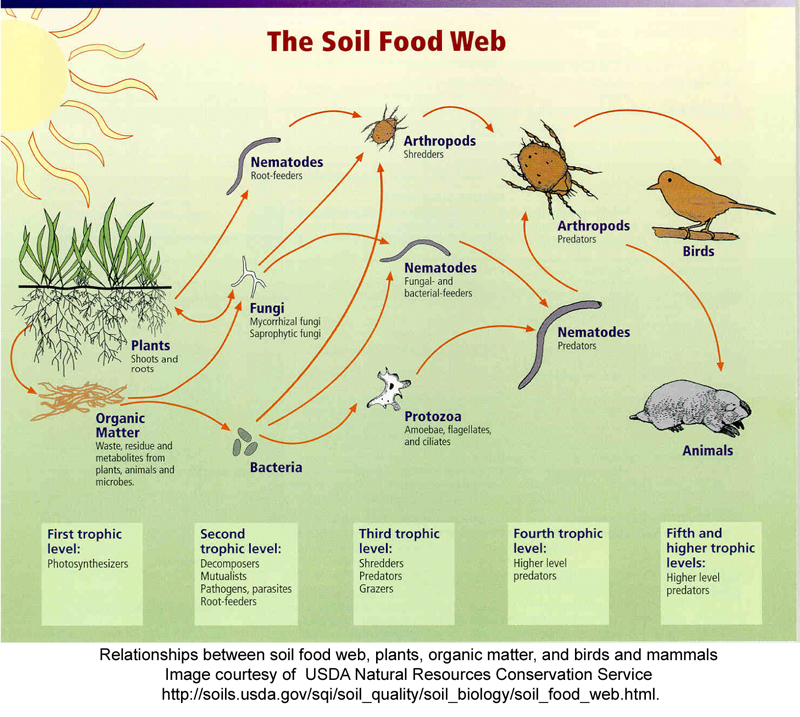
نمونه ای از یک شبکه غذایی توپولوژیکی (تصویر از وزارت کشاورزی ایالات متحده آمریکا)

شبکه غذایی خاک (به انگلیسی: Soil food web) مجموعه‌ای از موجودات زنده است که تمام یا بخشی از زندگی خود را در خاک می‌گذرانند. این شبکه تشکیل شده از یک سیستم پیچیده زندگی در خاک و نحوه تعامل آن با محیط، گیاهان و حیوانات را توصیف می‌کند.
شبکه‌های غذایی انتقال انرژی را بین گونه‌های یک اکوسیستم توصیف می‌کنند. در حالی که زنجیره غذایی یک مسیر خطی انرژی را از طریق یک اکوسیستم بررسی می‌کند. به عبارتی یک شبکه غذایی نسبت به زنجیره پیچیده‌تر بوده و همه مسیرهای بالقوه را نشان می‌دهد. بیشتر این انرژی منتقل شده از خورشید بدست می‌آید. گیاهان از انرژی خورشید برای تبدیل ترکیبات معدنی به ترکیبات غنی از انرژی و آلی استفاده می‌کنند و با فتوسنتز، دی‌اکسید کربن و مواد معدنی را به مواد مورد نیازشان تبدیل می‌کنند. گل‌ها شهد غنی از انرژی را از سطح زمین تراوش می‌کنند و ریشه‌های گیاه اسیدها، قندها و اکتوآنزیم‌ها را به داخل ریزوسفر تراوش می‌کنند و بدین ترتیب، pH خاک را تنظیم کرده و شبکه غذایی را در زیر زمین تغذیه می‌کنند.